# Il dottor Alì
Il dottor Alì (Mucize Doktor) è un serial televisivo turco composto da 64 puntate suddivise in due stagioni, trasmesso su Fox dal 12 settembre 2019 al 27 maggio 2021. È un remake del serial sudcoreano Good Doctor, che ha ispirato anche l'adattamento statunitense The Good Doctor e quello giapponese Guddo Dokuta.
In Italia la serie è andata in onda su Real Time dal 2 settembre 2023 al 16 novembre 2024.

## Trama
Alì Vefa è un giovane medico con disturbi dello spettro autistico associati alla sindrome del savant. Da bambino viene bullizzato dai compagni di scuola e ignorato socialmente dai suoi coetanei, poiché a causa della sua condizione è introverso e rifiuta il contatto fisico. L'unica persona a stargli vicino è suo fratello Ahmet, con cui crea un legame di fiducia. Suo fratello crede molto in lui, soprattutto quando il padre uccide il suo coniglietto, che porta inutilmente in una clinica privata. È lì che Alì conosce il dottor Adil, che diventerà più in là il suo tutore legale. Alì si innamorerà della medicina chirurgica. Suo fratello al riguardo ha molta fiducia in lui, e dopo un tragico evento, Alì si prefisserà l'obiettivo di diventare un chirurgo. Viene assunto in prova presso l'ospedale Berhayat, dove si trova ad affrontare le resistenze degli altri medici, soprattutto quella del dottor Ferman, che non lo ritiene adatto al ruolo. Alì, nonostante le prime difficoltà, riesce a farsi accettare da molti membri dell'ospedale Berhayat, compreso Ferman, con cui stringe un legame di fratellanza, e Nazlı, l'unica che inizialmente all'interno dell'ospedale cerca di capirlo e di instaurare con lui un legame di amicizia prima e d'amore poi. Alì, piano piano, supererà tutte le difficoltà legate all'autismo riuscendo a specializzarsi in medicina, sposando Nazlı e diventando padre.

## Puntate
In Turchia la serie è andata in onda su Fox dal 12 settembre 2019 al 27 maggio 2021: la prima stagione è stata trasmessa dal 12 settembre 2019 al 26 marzo 2020, mentre la seconda e ultima stagione dal 17 settembre 2020 al 27 maggio 2021.
In Italia la serie è andata in onda su Real Time dal 2 settembre 2023 al 16 novembre 2024: la prima stagione è stata trasmessa dal 2 settembre 2023 al 9 marzo 2024, mentre la seconda ed ultima stagione dal 16 marzo al 16 novembre 2024.
| Stagione         | Puntate | Prima TV Turchia | Prima TV Italia |
| ---------------- | ------- | ---------------- | --------------- |
| Prima stagione   | 28      | 2019-2020        | 2023-2024       |
| Seconda stagione | 36      | 2020-2021        | 2024            |

### Titoli degli episodi italiani
Prima stagione
1. Genio inconsapevole
2. Punto di partenza
3. Pro e contro
4. Destini incrociati
5. Ad ogni reazione una reazione
6. Imprevisti
7. ABC della perfidia
8. La via  per il bene
9. Il futuro di Alì
10. Segnali di cambiamento
11. L'unione fa la forza
12. La resa dei conti
13. Ogni ostacolo è un punto di partenza
14. Condividere un segreto
15. La grande festa
16. Chi fa battere il cuore?
17. I dubbi dell' amore
18. Non vedo, non sento, non parlo
19. Scelte cruciali
20. A mali estremi, estremi rimedi
21. Tendere la mano
22. Testa o cuore?
23. Sorpresa!
24. Io e te
25. Aria nuova
26. Che succede?
27. La fonte del male
28. C'è sempre una prima volta

Seconda stagione
1. Innamorato
2. Non sei più solo
3. La speranza è l'ultima a morire
4. Ad ogni costo
5. La sfida
6. Nulla accade per caso?
7. Strade inaspettate
8. No  ad ogni forma di violenza
9. Buoni o cattivi?
10. Questioni di scelte
11. Armonia e caos
12. Nuova casa, nuovi vicini
13. Fine di un amore?
14. Sfida dopo sfida
15. In volo
16. Crisi economica
17. Un nuovo importante traguardo
18. 36 ore
19. I pensieri e le pene
20. Consolidare o distruggere un rapporto
21. Non è mai troppo tardi per l'amore?
22. Oltre l'impossibile
23. Emozioni opposte
24. Grandi coincidenze?
25. Uguaglianza
26. Le intenzioni di Vuslat
27. Dove sei?
28. La mano
29. Chi sarà il vincitore?
30. Dalla mia parte
31. Sull'attenti
32. Ti amo, ti sposo
33. Ufficialmente dottore
34. L'epidemia
35. A cuore aperto
36. La vita è bella

## Personaggi e interpreti

### Personaggi principali
- Alì Vefa (episodi 1-64), interpretato da Taner Ölmez, doppiato da Federico Viola.[10]
- Nazlı Gülengül (episodi 1-64), interpretata da Sinem Ünsal, doppiata da Ludovica Bebi.[10]
- Ferman Eryiğit (episodi 1-64), interpretato da Onur Tuna, doppiato da Marco Vivio.[10]
- Beliz Boysal (episodi 1-64), interpretata da Hazal Türesan, doppiata da Perla Liberatori.[10]
- Tanju Korman (episodi 1-64), interpretato da Murat Aygen, doppiato da Dario Oppido.[10]
- Adil Erinç (episodi 1-50), interpretato da Reha Özcan, doppiato da Alberto Bognanni.[10]
- Demir Aldırmaz (episodi 1-55), interpretato da Fırat Altunmeşe, doppiato da Francesco Fabbri.[10]
- Selvi Ustagil (episodi 1-64), interpretata da Bihter Dinçel, doppiata da Luisa D'Aprile.[10]
- Açelya Dingin (episodi 1-64), interpretata da Hayal Köseoğlu, doppiata da Valentina De Marchi.[10]
- Gülin Şenalp (episodi 1-64), interpretata da Merve Bulut, doppiata da Micaela Incitti.[10]
- Güneş Yılmaz (episodi 1-45), interpretato da Korhan Herduran, doppiato da Alessandro Vanni.[10]
- Kıvılcım Boysal (episodi 1-29), interpretata da Özge Özder, doppiata da Selvaggia Quattrini.[10]
- Doruk Özütürk (episodi 29-64), interpretato da Hakan Kurtaş, doppiato da Davide Albano.[10]
- Vuslat Kozoğlu (episodi 46-64), interpretata da Zerrin Tekindor, doppiata da Daniela Cavallini.[10]
- Muhsin Korunmaz (episodi 57-64), interpretato da Serkan Keskin, doppiato da Gianluca Solombrino.

### Personaggi secondari
- Alì Vefa da piccolo (episodi 1-64), interpretato da Adin Külçe, doppiato da Emanuele Puccio.[10]
- Ahmet Vefa (episodi 1-64), interpretato da Berk Tuna Toktamışoğlu, doppiato da Leandro Bognanni.[10]
- Gülcan Vefa (episodi 1-28), interpretata da Hülya Aydın, doppiata da Germana Savo.[10]
- Hikmet Vefa (episodi 1-28), interpretato da Cenan Çamyurdu, doppiato da Giovanni Caravaglio.[10]
- Ela Altındağ (episodi 14 -15), interpretata da Yasemin Özilhan, doppiata da Valentina Favazza.[10]
- Betus Aydinli (episodi 19-21), interpretata da Beren Gökyıldız, doppiata da Cecilia Costa.[10]
- Kübra Aydinli (episodi 19-21), interpretata da İpek Çiçek, doppiata da Veronica Puccio.[10]
- Süleyman Aldırmaz (episodi 1-28), interpretato da Kemal Başar, doppiato da Pierluigi Astore.[10]
- Efkan (episodi 1-28), interpretato da Hasan Küçükçetin, doppiato da Christian Iansante.[10]
- Damla Kıyak (episodi 25-28), interpretata da Merve Dizdar, doppiata da Alessandra Bellini.[10]
- Racı (episodio 29), interpretato da Serhat Barış, doppiato da Roberto Fidecaro.[10]
- Haluk Hoca (episodi 29-64), interpretato da Cengiz Tangör, doppiato da Nicola Braile.[10]
- Ferda Erinç (episodi 30-42), interpretata da Seda Bakan, doppiata da Annalisa Usai.[10]
- Ezo Kozoğlu (episodi 40-54), interpretata da Ezgi Asaroğlu, doppiata da Sara Imbriani.[10]

## Produzione
La serie è scritta da Pınar Bulut e Onur Koralp e prodotta da MF Yapım.

### Riprese
Le riprese sono state effettuate presso il Medical Park Hospital nel distretto di Pendik a Istanbul, mentre altre scene sono state girate a Bilecik e nei villaggi di Küplü, Başköy, Dereköy e Gülümbe.

### Doppiaggio
La direzione del doppiaggio italiana, sotto la supervisione di Discovery, è di Isabella Ventura e Ombretta Stefani per conto della CD Cine Dubbing S.r.l.

## Colonna sonora
I temi musicali della serie sono interamente composti da Aytekin Ataş con la collaborazione di Scott Jackson.
1. Opening theme
2. Echoes
3. Mockingbird
4. Afterwards
5. Walking In The Rain
6. Daylight
7. Rising Again
8. Deep Wounds
9. At Least
10. Fate
11. Heartbeat
12. Just Before Dawn
13. Moments
14. A Matter Of Time
15. Friendship
16. Tick Tock
17. Cloudy Day
18. Let's Do It
19. Lost In Tought
20. On The Line
21. Raindrops
22. The Dance Of Joy
23. Panic
24. Magic In The Moonlight
25. Good Vibes
26. Snowflake
27. Moment of Decision
28. Once
29. Dream Away
30. Run
31. Saving A Life
32. In Another World
33. Evidence
34. Suspence
35. Emergency Room
36. Diamonds Are Forever
37. Out Of Time
38. Bittersweet Waltz
39. Angelic Tension
40. By Yourself
41. Here We Go
42. Without You
43. Explosion
44. Silent Cry
45. Getting Closer
46. Loneliness
47. Face The Truth

La sigla della serie è tratta da quella originale.

## Riconoscimenti
- Altın Objektif Ödülleri
  - 2019 – Serie drammatica dell'anno[17]
- Golden Butterfly Awards
  - 2020 – Miglior serie[18]
  - 2020 – Miglior attore a Taner Ölmez[19]
  - 2020 – Miglior regista a Yusuf Pirhasan[19]
- Yeditepe Wish Awards
  - 2020 – Miglior serie[20]
  - 2020 – Miglior attore a Taner Ölmez[20]